# Cordiera hadrantha
Cordiera hadrantha är en måreväxtart som först beskrevs av Paul Carpenter Standley, och fick sitt nu gällande namn av Claes Håkan Persson och Piero G. Delprete. Cordiera hadrantha ingår i släktet Cordiera och familjen måreväxter. Inga underarter finns listade i Catalogue of Life.